# Zhu Lilan
Zhu Lilan (chinesisch 朱丽兰; * August 1935 in Wuxin, Zhejiang) ist eine chinesische Politikerin der Kommunistischen Partei Chinas (KPCh), die unter anderem zwischen 1998 und 2001 Ministerin für Wissenschaft und Technologie im Staatsrat der Volksrepublik China war.

## Leben
Zhu Lilan begann nach dem Besuch der McTyeire School 1955 ein Studium der russischen Sprache an der Pekinger Fremdsprachenuniversität, das sie 1956 abschloss. Sie trat 1956 als Mitglied der Kommunistischen Partei Chinas (KPCh) bei und absolvierte daraufhin ein Studium an der Nationalen I.-I.-Metschnikow-Universität Odessa. Sie war zwischen 1961 und 1965 Studentin am Institut für chemische Forschungen der Chinesischen Akademie der Wissenschaften und arbeitete während der Kulturrevolution von 1970 bis 1971 in der Kaderschule „7. Mai“ in der Provinz Hubei. Sie war zwischen 1975 und 1976 Studentin der englischen Sprache an der Chinesischen Universität für Wissenschaft und Technik und arbeitete daraufhin von 1976 bis 1979 als Forschungsassistentin am Institut für chemische Forschungen der Chinesischen Akademie der Wissenschaften. Nachdem sie zwischen 1979 und 1980 Gastgelehrte an der Albert-Ludwigs-Universität Freiburg war, war sie nach ihrer Rückkehr von 1980 bis 1985 stellvertretende Direktorin des Forschungsbüros des Instituts für chemische Forschungen der Chinesischen Akademie der Wissenschaften sowie im Anschluss zwischen 1985 und 1986 stellvertretende Direktorin des Instituts für chemische Forschungen der Chinesischen Akademie der Wissenschaften.
Zhu Lilan fungierte von 1986 bis 1998 als stellvertretende Direktorin der Staatskommission für Wissenschaft und Technologie und war zwischen 1991 und 1993 zugleich stellvertretende Sekretärin der Parteiführungsgruppe dieser Staatskommission. Auf dem XIV. Parteitag der Kommunistischen Partei Chinas (12. bis 19. Oktober 1992) wurde sie Kandidatin des Zentralkomitees der Kommunistischen Partei Chinas (ZK der KPCh). Sie war zwischen 1993 und 1998 als Akademikerin an der Chinesischen Akademie der Wissenschaften tätig und fungierte zudem von 1993 und 1998 als Sekretärin der Parteiführungsgruppe der Staatskommission für Wissenschaft und Technologie. Zugleich war sie zwischen 1996 und 1997 Vize-Gruppenleiterin im Informationsamt des Staatsrates sowie zudem Mitglied der Parteiführungsgruppe der Staatskommission für Wissenschaft und Technologie. Auf dem XV. Parteitag der Kommunistischen Partei Chinas (12. bis 19. September 1997) wurde sie Mitglied des ZK der KPCh und gehörte diesem Führungsgremium der Partei bis zum XVI. Parteitag (8. bis 14. November 2002) an. 
Nach der Umwandlung der bisherigen Staatskommission für Wissenschaft und Technologie in ein Ministerium wurde Zhu Lilan als Nachfolgerin des bisherigen Vorsitzenden der Staatskommission Song Jian im März 1998 Ministerin für Wissenschaft und Technologie im Staatsrat der Volksrepublik China. Sie hatte dieses Ministeramt bis Februar 2001 inne, woraufhin Xu Guanhua sie ablöste. Im Anschluss war sie zwischen 2001 und 2003 stellvertretende Direktorin des Ausschusses für Bildung, Wissenschaft, Kultur und Gesundheit des Nationalen Volkskongresses. Sie war von 2003 bis 2008 in der zehnten Legislaturperiode Mitglied des Ständigen Ausschusses des Nationalen Volkskongresses, einem Komitee mit etwa 150 Mitgliedern des Nationalen Volkskongresses, welcher zwischen Plenartreffen des Nationalen Volkskongresses einberufen wird und gemäß der Verfassung der Volksrepublik China Gesetzgebungen innerhalb einer vom Volkskongress gestellten Frist bearbeitet, womit er de facto das Parlament der Volksrepublik ist. Zugleich war sie zwischen 2003 und 2008 stellvertretende Vorsitzende des Ausschusses für Bildung, Wissenschaft, Kultur und Gesundheit des Nationalen Volkskongresses. Im Juni 2005 wurde sie des Weiteren als Nachfolgerin von Ni Zhifu Vorsitzende der Chinesischen Vereinigung für Erfindungen.